# 国美控股集团
國美控股集團（英語：Gome Holdings Group；又稱：國美控股、國美集團，前稱：北京鵬泰投資）是於1987年1月1日在中國北京市成立的跨國公司和上市公司。

## 產業

### 零售生態板塊
- 國美零售
- 安迅物流
- 國美恆遠
- 戰聖配件
- 北方電器
- 國美雲
- 黑天鵝電器

### 互聯網生態板塊
- 國美互聯網
- 國美管家
- 國美國際酒業

### 研發智造板塊
- 國美智能科技

### 金融板塊
- 國美金融
- 國美金融科技

### 地產板塊
- 國美地產
- 申福
- 玖號置業

### 投資板塊
- 極信通信
- 中關村科技
- 拉近網娛
- 國美智慧城
- 國美通訊
- 華人金融
- 國美資本
- 車福雲
- 鵬潤資本

## 外部連結
- （简体中文）國美控股集團中國大陸（页面存档备份，存于）